# 萬蔵寺
萬蔵寺（ばんぞうじ）は、岩手県北上市にある曹洞宗の寺院。山号は金峰山。アジサイ寺として知られる。本尊の薬師如来を含め、所有する多くの像が有形文化財指定を受けている。

## 文化財
以下が岩手県から有形文化財（彫刻）に指定されている。（）内は指定日。
- 木造神像（1954年4月5日）

像高108.4cm、木造、桂材、一木造。烏帽子様の冠をいただき、両袖を前に合わせた趣は、仏像とも決しえない単純な彫法による直立像である。鎌倉時代の作と推定されるが、平安時代の好みとも思える豊満な顔だちと俗人の衣装が見られる。
- 木造薬師如来坐像（1977年4月26日）

像高72.0cm、木造、カヤ材、一木造。鉈彫り（丸刀仕上げ）と称するものに、大・中・小と三種の丸ノミ使用の区別があるが、この像は細ノミ造りである。平安時代の制作で、当寺の本尊。薬壺と膝座は後に補修されている。
- 木造十一面観音立像2体（1977年4月26日）

共に木造、カヤ材、一木造、作者不詳。1体は像高173cm。両腕欠失、頭上周囲の十仏は失われ、差し込みの穴のみ残っている。10世紀末頃の制作と推定される。もう1体は像高180cm。左腕欠失、頂仏及び十面菩薩は、差し込みでなく、一木のうちに刻まれたものであるが、面の彫りがなく、未完成品と思われる。11世紀の制作。
- 木造男神立像2体（1977年4月26日）

共に木造、桂材、一木造、平安時代の作。1体は像高110cm。大ノミによる鉈彫り様の手法が全体に見られる。もう1体は像高155cm。目がややつり上がり、正面に割目が出ている。
- 木造女神立像（1977年4月26日）

像高52cm、木造、桂材、一木造。全面風化している。被衣を頭からかぶり、左手で被衣の垂部を握る。胸元で、ゆるやかに衿をあわせ、帯様の紐を前で結び、2本の紐を前に垂らす。平安貴族女の立姿風である。平安時代の制作。
- 木造聖観音立像2体（1977年4月26日）

共に木造、一木造、平安時代の作。1体は桂材、像高117cm。両手首、蓮華、裾から足へかけて後補であり、面部は全面細鉈彫り。もう1体はカヤ材、像高182cm。両腕両足が欠失している。

## 交通アクセス
- おに丸号　口内線で、｢萬蔵寺｣下車。
- 釜石自動車道江刺田瀬ICより車で10分